# Pirogrožđana kiselina
Pirogrožđana kiselina je ketokiselina. Nastaje glikolizom iz glukoze koja se odvija u citoplazmi pomoću enzima u procesu staničnog disanja. Kemijske je formule CH3COCOOH, odnosno empirijski C3H4O3.
Koristi se u industriji kao sirovina u sintezi agrokemikalija, lijekova i dodataka hrani kao
oksidansi masnoća, a za isto služe i njezine soli, piruvati.